# Kanton Aubin
Kanton Aubin (francouzsky Canton d'Aubin) je francouzský kanton v departementu Aveyron v regionu Midi-Pyrénées. Tvoří ho čtyři obce.

## Obce kantonu
- Aubin
- Cransac
- Firmi
- Viviez